# Hobie Cat

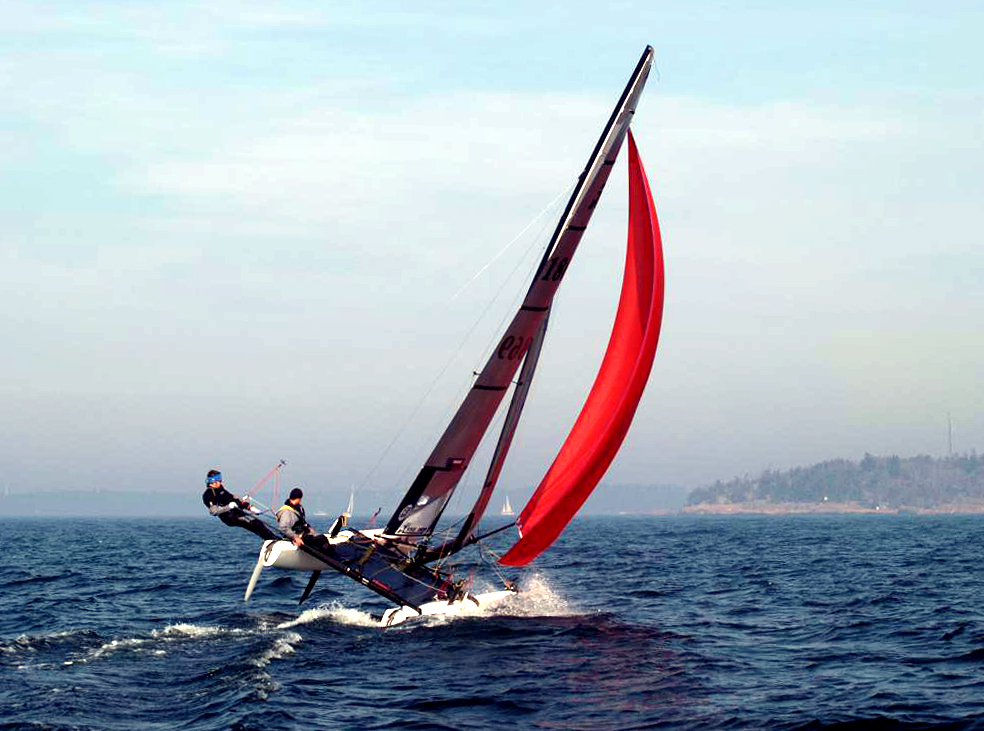
Hobie Cat Tiger

Hobie Cats sind kleine und leichte Segel-Katamarane und -Trimarane („TriFoiler“), die sowohl für Regatten als auch für die Freizeitschifffahrt verwendet werden.
Entworfen wurden die Hobie Cats von Hobart Alter (Spitzname: Hobie). Hersteller ist die US-amerikanische Werft Hobie. Allein von dem Hobie 16 wurden weltweit mehr als 135.000 Boote ausgeliefert.
Hobie Cat-Segler sind in der Internationalen Hobie Cat-Klassenvereinigung (IHCA) organisiert. Die Hobie 16 ist das am weitesten verbreitete Modell. Alle Modelle sind mit einem Trampolin zwischen den Schwimmern versehen, auf dem die Segler sich bewegen können. Die Boote sind für ein bis sechs Personen konzipiert.

## Geschichte
Hobart Alter stellte 1968 den Strandkatamaran Hobie 14 vor. Aufgrund des Erfolges wurde 1971 der weiterentwickelte Hobie 16 auf den Markt gebracht. Weitere Modelle folgten.

## Modelle
Die derzeitige (2012) Produktpalette reicht von Booten mit einer Länge von 14 bis 21 Fuß (3,66 m bis 6,7 m) und Masthöhen von 20 bis 33 Fuß. Bedeutende Modelle waren bzw. sind:

### Katamarane

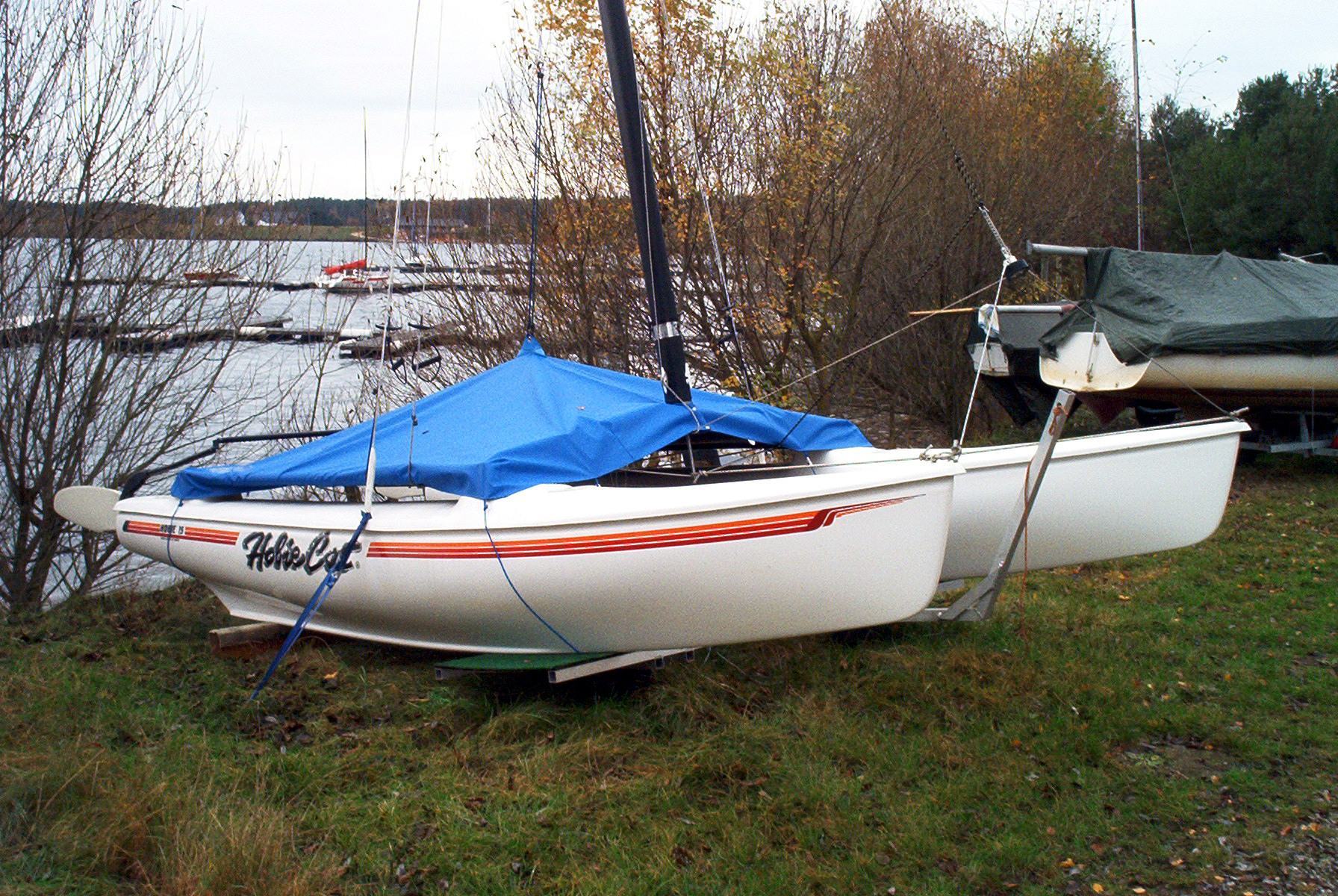
Hobie 15

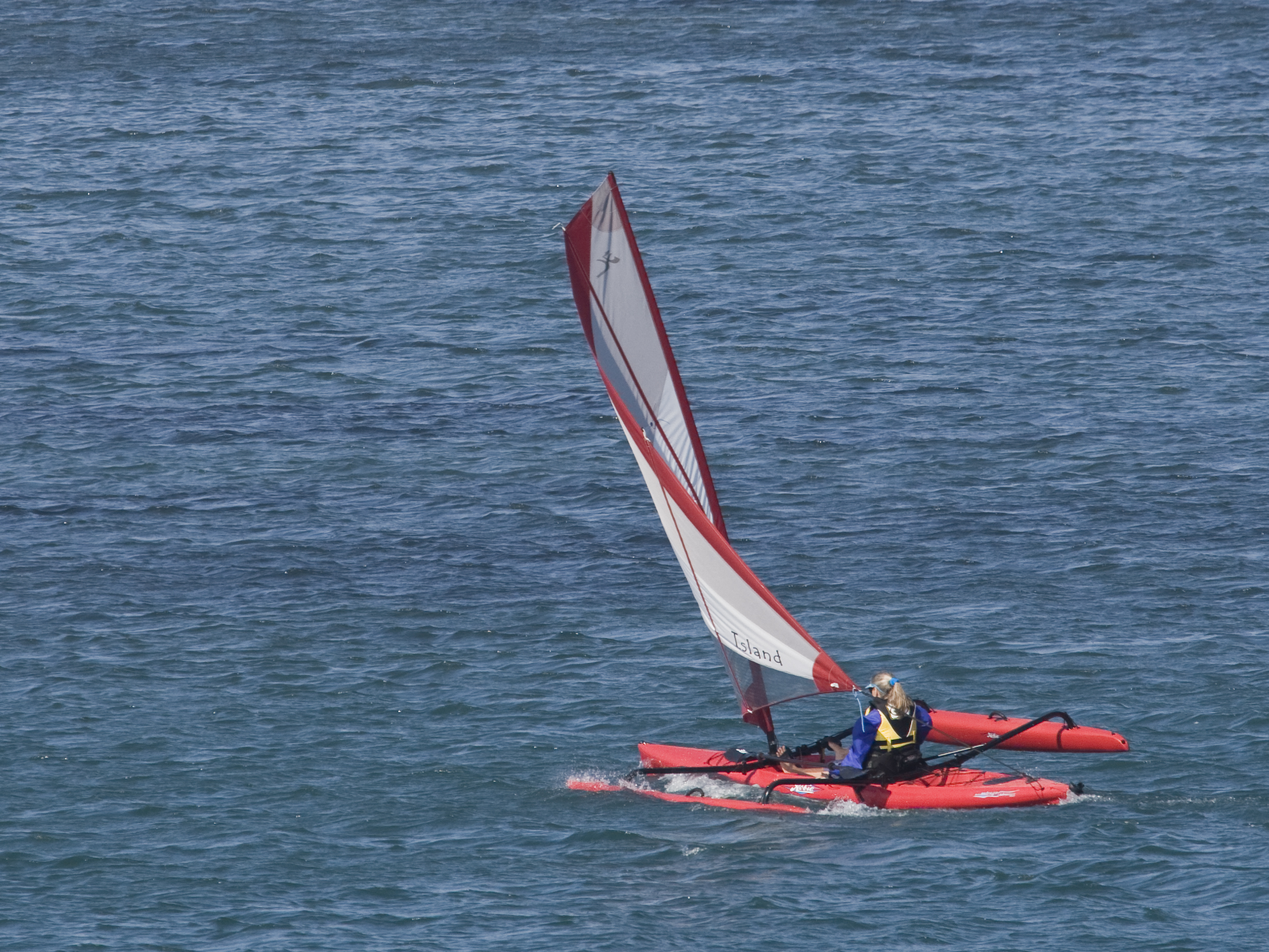
Hobie Mirage Adventure Island Trimaran: Kombination aus Segelboot, Tretboot und Kajak

| Typ                 | Länge  | Breite                  | Masthöhe    | Gewicht  |                                                                         |
| ------------------- | ------ | ----------------------- | ----------- | -------- | ----------------------------------------------------------------------- |
| Bravo               | 3,66 m | 1,35 m                  | 5,79 m      | 88,45 kg |                                                                         |
| Catsy               | 3,10 m | 1,66 m                  | 3,80/4,10 m | 72 kg    |                                                                         |
| Teddy *)            | 3,91 m | 2,15 m                  | 6,10 m      | 114 kg   |                                                                         |
| Twixxy *)           | 4,38 m | 2,30 m                  | 7,00 m      | 139 kg   |                                                                         |
| Wave                | 3,98 m | 2,13 m                  | 6,10 m      | 118 kg   |                                                                         |
| Getaway             | 5,07 m | 2,40 m                  | 7,60 m      | 155 kg   |                                                                         |
| Dragoon             | 3,91 m | 2,15 m                  | 6,40 m      | 104 kg   |                                                                         |
| Hobie 14            | 4,25 m | 2,31 m                  | 6,78 m      | 109 kg   | seit 2007 auch als Hobie 14 Power                                       |
| Hobie Max           | 4,90 m | 2,50 m                  | 8,00 m      | 146 kg   |                                                                         |
| Hobie 15 *)         | 4,94 m | 2,39 m                  | 7,20 m      | 155 kg   |                                                                         |
| Hobie 15 Club       | 4,95 m | 2,26 m                  | 7,20 m      | 155 kg   |                                                                         |
| Hobie 16            | 5,05 m | 2,43 m                  | 7,95 m      | 145 kg   |                                                                         |
| Hobie 17 *)         | 5,18 m | 2,44 m/3,53 m           | 8,40 m      | 154,2 kg | Nachfolger ist der FX-One                                               |
| FX-One *)           | 5,25 m | 2,55 m                  | 8,50 m      | 140 kg   | speziell zum Einhandsegeln, komplett ausgerüstet auch für zwei Personen |
| Hobie 18 *)         | 5,49 m | 2,44 m                  | 8,50 m      | 180 kg   |                                                                         |
| Hobie 18 Formula *) | 5,49 m | 2,44 m                  | 9,00 m      | 180 kg   |                                                                         |
| Hobie Pacific *)    | 5,48 m | 2,60 m                  | 9,00 m      | 170 kg   |                                                                         |
| Hobie Pearl         | 5,48 m | 2,55 m                  | 9,00 m      | 180 kg   |                                                                         |
| Tiger *)            | 5,51 m | 2,60 m                  | 9,00 m      | 180 kg   | F18 Boot                                                                |
| Wildcat             | 5,51 m | 2,60 m                  | 9,00 m      | 180 kg   | F18 Boot                                                                |
| Hobie 20 Formula *) | 5,95 m | 2,50 m 2,90 m mit Wings | 9,00 m      | 198 kg   |                                                                         |
| Fox *)              | 6,10 m | 2,60 m                  | 9,50 m      | 190 kg   |                                                                         |
| Hobie 21 *)         | 6,50 m | 2,85 m 4,20 m mit Wings | 10,06 m     | 285 kg   |                                                                         |
| Hobie 21 Formula *) | 6,50 m | 3,20 m 4,50 m mit Wings | 10,06 m     | 245 kg   |                                                                         |

*) wird nicht mehr hergestellt

### Trimarane
| Typ                    | Länge  | Breite | Segelfläche | Gewicht   |                                 |
| ---------------------- | ------ | ------ | ----------- | --------- | ------------------------------- |
| Adventure Island V1 *) | 4,88 m | 2,88 m | 5,4 m²      | 52,12 kg  | 1er Trimaran (gebaut 2007–2014) |
| Adventure Island V2    | 5,05 m | 2,90 m | 6,04 m²     | 84 kg     | 1er Trimaran                    |
| Tandem Island          | 5,64 m | 3,05 m | 8,4 m²      | 109 kg    | 1-2er Trimaran                  |
| TriFoiler *)           | 6,70 m | 5,79 m | 2 × 10 m²   | 154,22 kg | (gebaut 1995–2005)              |

Anzahl der gebauten Boote:
Hobie 14 46.000,
Hobie 16 135.000,
Hobie 18 18.000,
Hobie Dragoon 800,
Hobie Tiger 1.100
Hobie Pacific 2702,
Hobie Wildcat 332.